# Käyrävuopio

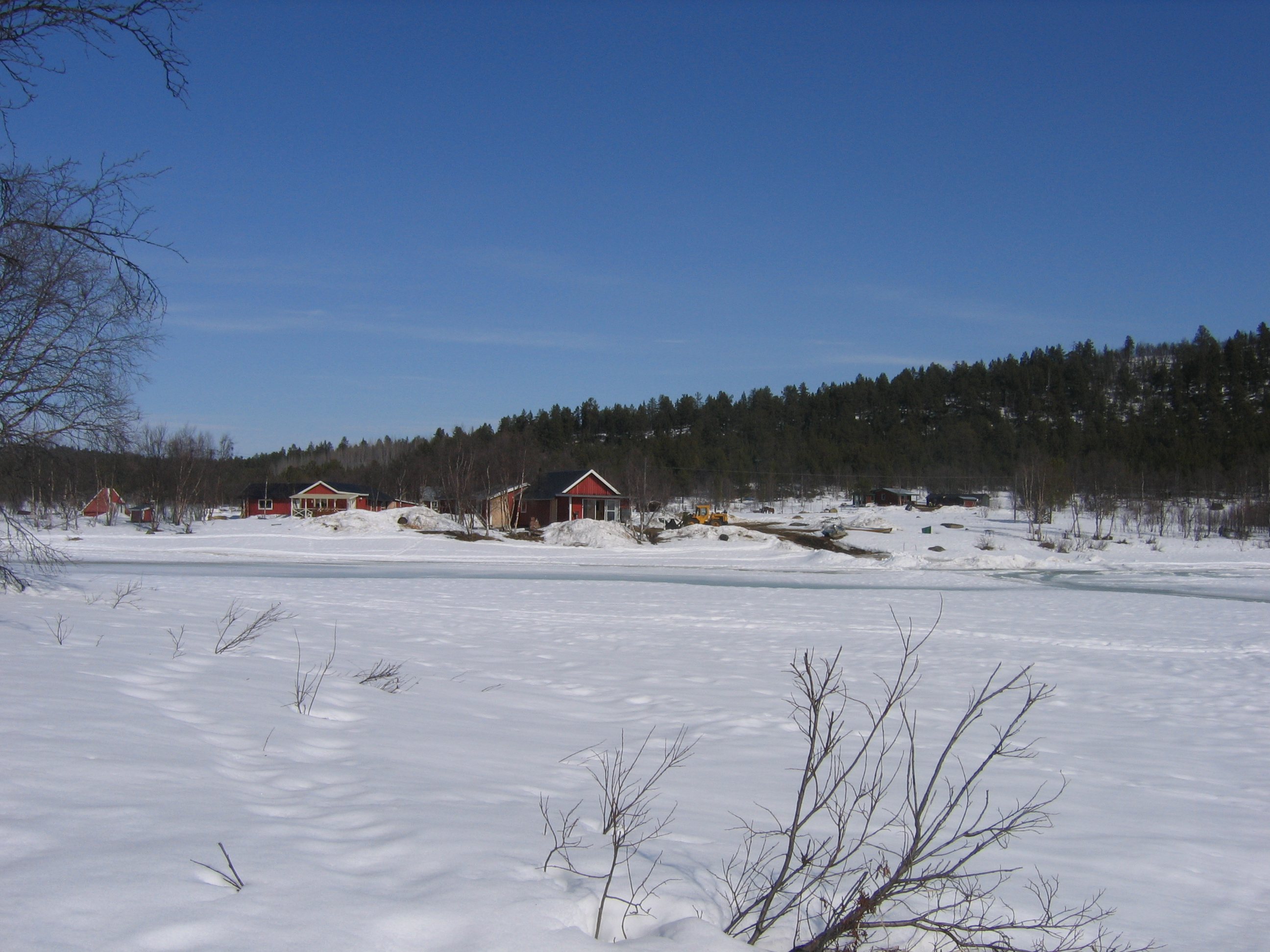
Käyrävuopio, 3 mei 2008

Käyrävuopi is een klein dorp (minder dan 25 inwoners) binnen de Zweedse gemeente Kiruna. Het dorp ligt midden in een moeras, aan de Rautasrivier die hier stroomt en bij Kurravaara in de Torne eindigt.
Bestuurscentrum: Kiruna (Tätort)
Tätort: Jukkasjärvi · Karesuando · Kuttainen · Övre Soppero · Svappavaara · Vittangi
Småort: Abisko · Idivuoma · Kauppinen · Kurravaara · Lannavaara · Laxforsen · Masugnsbyn · Mertajärvi · Närvä · Paksuniemi · Piksinranta · Saivomuotka
Overig: Alalahti · Alttajärvi · Årosjåkk · Björkliden · Holmajärvi · Jänkänalusta · Kaalasjärvi · Kalixfors · Kattuvuoma · Käyrävuopio · Krokvik · Kuoksu · Lainio · Laukkusluspa · Luongaslompolo · Maunu · Merasjärvi · Nedre Soppero · Nurmasuanto · Paittasjärvi · Parakka · Piilijärvi · Pirttivuopio · Poikkijärvi · Puoltsa · Rautas · Rensjön · Salmi · Silkkimuotka · Stenbacken · Suijajärvi · Torneträsk · Tuolluvaara · Vassijaure · Viikusjärvi · Vittangi · Vivungi